# Philander C. Knox
Philander Chase Knox, född 6 maj 1853 i Pittsburgh, Pennsylvania, död  12 oktober 1921 i Washington, D.C., var en amerikansk republikansk politiker och jurist. Han var en ledande företrädare för den sk. dollardiplomatin, Dollar Diplomacy, varmed avses den amerikanska regeringens sätt att främja USA:s intressen främst i Latinamerika med hjälp av amerikanska storföretag och deras påtryckningsmedel.
Som jurist för Carnegie Steel Company spelade Knox 1901 en viktig roll i organiserandet av U.S. Steel Corporation. Han var USA:s justitieminister 1901–1904. Han var ledamot av USA:s senat från Pennsylvania 1904–1909 och 1917–1921. Som USA:s utrikesminister tjänstgjorde Knox under president William Howard Taft 1909–1913.